# De la mala vida
De la mala vida és un dibuix de Marià Pidelaserra (Barcelona, 1877-1946). Aquesta obra es troba al Museu Abelló de Mollet del Vallès.
L'obra data dels últims anys de l'artista, quan es veu un Pidelassera molt més primitivista i afectat per les desgràcies de la Guerra Civil, i que culminarà amb el conjunt pictòric d'Els Vençuts.
Quan torna a dedicar-se a la pintura, cap al 1928, Pidelaserra s'orienta cap a un estil més sobri. I és així com acaba retratant la història de l'Espanya marcada per una horrorosa guerra civil, amb una sèrie de dibuixos. Primer sobre els desastres de la guerra, després de les misèries humanes i finalment de la vida dels barris i de la seva vilesa. Són dibuixos inspirats en el món opressiu de la guerra, que a ell li recordava la Guerra de Cuba, que havia viscut de jove.
És en aquest moment, quan Pidelaserra fa sèries de dibuixos, com serà el cas de La vida bella i La mala vida. Aquest últim és un conjunt de dibuixos fets a l'aiguada, molt ben elaborats, i que mostren les desgràcies i la pobresa dels anys de la guerra. D'aquesta sèrie és d'on sortirà després la sèrie més perfecta de la seva carrera, Els Vençuts, on mostra els vençuts d'aquesta guerra civil espanyola però recorda també els vençuts d'aquella Guerra del 1898 que li havia marcat la joventut.

## Descripció formal
Aquesta peça, forma part d'aquesta sèrie de dibuixos que volen expressar els patiments de la guerra civil. Concretament estem parlant del dibuix De la mala vida Nº XIV. Aquest dibuix, que està firmat a l'angle inferior dret el pintor continua mostrant el seu interès pels cossos nus.
S'hi troben dos personatges, un femení i un masculí. La figura femenina està nua i es troba a terra, mentre que la figura masculina exerceix una clara superioritat davant de la dona. Sembla que s'hi representa un acte de la violació 
Com totes les altres de la sèrie, mostra un moment desagradable. Els trets facials del personatge femení estan desencaixades, i no deixa de ser una representació més de les maleïdes conseqüències de l'opressió de la guerra.